# Lepanthes persimilis
Lepanthes persimilis är en orkidéart som beskrevs av Carlyle August Luer och Sijm. Lepanthes persimilis ingår i släktet Lepanthes och familjen orkidéer.
Artens utbredningsområde är Ecuador. Inga underarter finns listade i Catalogue of Life.